# Where the Wild Roses Grow
Where the wild roses grow ("Donde crecen las rosas salvajes") es una canción rock–alternativo compuesta por Nick Cave para Nick Cave and the Bad Seeds. Está incluida en el noveno álbum de la banda, Murder Ballads (1996). La canción es interpretada en parte junto con su compatriota Kylie Minogue. 

## Sencillos
CD-Single Mute 185	02.08.1995
1. 	Where The Wild Roses Grow	  	3:58
2. 	Nick Cave & The Bad Seeds - The Ballad Of Robert Moore And Betty Coltrane		3:38
CD-Maxi Mute 7243 4 72420 2 1 (EMI) / EAN 0724347242021	02.08.1995
1. 	Where The Wild Roses Grow	  	3:56
2. 	Nick Cave & The Bad Seeds - The Ballad Of Robert Moore And Betty Coltrane		3:33
3. 	Nick Cave & The Bad Seeds + Conway Savage - The Willow Garden		3:58

## Charts
| Chart (1995)  | Máxima posición |
| ------------- | --------------- |
| Alemania      | 12              |
| Australia     | 2               |
| Austria       | 4               |
| Bélgica       | 3               |
| Croacia       | 1               |
| Dinamarca     | 12              |
| Finlandia     | 4               |
| Francia       | 37              |
| Irlanda       | 6               |
| Islandia      | 5               |
| Israel        | 1               |
| Noruega       | 3               |
| Nueva Zelanda | 11              |
| Países Bajos  | 9               |
| Reino Unido   | 11              |
| Suecia        | 3               |
| Suiza         | 11              |